# Júlia da Silva Bruhns
Júlia da Silva Bruhns (Paraty, 14 de agosto de 1851–Weßling, 11 de marzo de 1923) fue una escritora germano-brasileña. Era la esposa del senador de Lübeck y comerciante de granos Johann Heinrich Mann, y también madre de los escritores Thomas Mann y Heinrich Mann.

## Biografía
Júlia, de fe católica, nació en Paraty, Imperio del Brasil, hija del agricultor alemán Johann Ludwig Herman Bruhns y de la brasileña Maria Luísa da Silva, hija de un inmigrante portugués y una dama que también tenía sangre indígena sudamericana. El padre de Júlia era dueño de varias plantaciones de caña de azúcar entre Santos y Río de Janeiro.
Su madre murió al dar a luz a los 28 años, cuando Júlia tenía seis años. Tenía tres hermanos y una hermana. Un año después de la muerte de su madre, su padre decidió enviar a sus hijos de regreso a Alemania. Vivían en Lübeck, donde Júlia tenía un tío. A la edad de seis años, Julia no hablaba ni una palabra de alemán. Permaneció en un internado hasta los 14 años, mientras su padre estaba de regreso en Brasil cuidando las granjas.
Julia nunca regresó a Brasil y se olvidó progresivamente de su lengua materna. En Alemania se crio en el luteranismo y a los 17 años contrajo un matrimonio por conveniencia con Thomas Johann Heinrich Mann, un heredero de una empresa comercial de la ciudad hanseática de Lübeck.
Desde su juventud fue una bailarina habitual y tuvo aptitudes musicales. Una vez casada, fue una anfitriona alegre y sin inhibiciones. Esos rasgos chocaron con los prejuicios de la sociedad puritana y racista de Lübeck. Tras la muerte de su marido y como consecuencia de una operación de vejiga, Júlia se fue a vivir con sus hijos a Múnich, una ciudad considerada más liberal y propicia para las artes.
Escribió una obra autobiográfica llamada Aus Dodos Kindheit (De la infancia de Dodô), en la que describe su infancia en Brasil.
Sus hijos Heinrich y Thomas crearon personajes inspirados en ella en varios de sus libros, haciendo referencia a su sangre sudamericana y su temperamento artístico apasionado. En su autobiografía, Thomas Mann describe a Júlia como "brasileña portuguesa-criolla". En Los Buddenbrook fue la inspiración de Gerda Arnoldsen y Toni Buddenbrook. En Doktor Faustus, se convirtió en la esposa del senador Rodde. En Tonio Kröger, ella era la madre, Consuelo. En La muerte en Venecia, aparece como la madre del protagonista, Gustav von Aschenbach.

## Vida personal

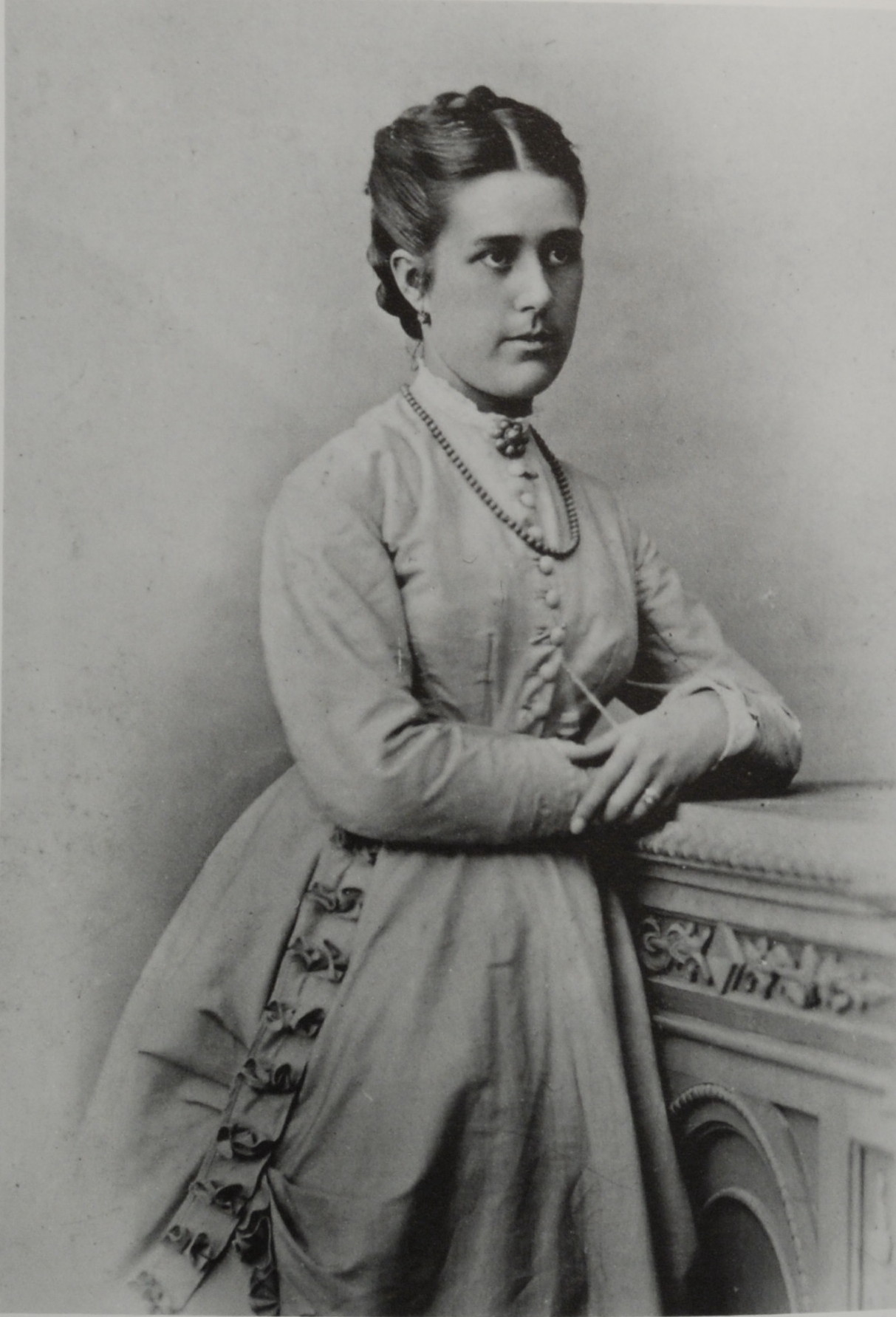
Imagen de Júlia Da Silva Bruhns.

Se casó con Thomas Johann Heinrich Mann en 1869. Ella tenía 17 años, él 29. Tuvieron cinco hijos: Heinrich (Luís), Thomas (Paulo), Julia (Elisabeth Therese / Lula), Carla (Augusta Olga Maria) y Viktor (Carl).
Sus dos hijas se suicidaron: Carla se envenenó en 1910 y Lula se ahorcó en 1927.

## Muerte
En sus últimos años, Júlia se mudó con frecuencia y vivió principalmente en hoteles. Murió en una habitación de hotel en Weßling, Baviera, acompañada por sus tres hijos.